# Persone di nome Aldo
| Questa pagina contiene informazioni ricavate automaticamente dalle voci biografiche con l'ausilio del template Bio e di un bot. L'aggiornamento è periodico e automatico e ricostruisce completamente la pagina. Se manca una persona in questa lista, sei pregato di non aggiungerla, ma accertati piuttosto che la sua voce biografica contenga il template Bio e che i dati anagrafici siano correttamente compilati. Se il template Bio manca, inseriscilo tu stesso o, in alternativa, metti l'avviso {{tmp\|Bio}} che ne segnala la mancanza. Se i dati riportati sono sbagliati, correggi direttamente la voce biografica; le modifiche saranno visibili in questa lista entro pochi giorni. Per chiarimenti vedi il progetto antroponimi. La lista contiene solo le 580 persone che sono citate nell'enciclopedia e per le quali è stato implementato correttamente il template Bio. Pagina aggiornata al 6 ago 2025. |

Questa è una lista di persone presenti nell'enciclopedia che hanno il nome Aldo, suddivise per attività principale.

## Allenatori di atletica leggera(1)
- Aldo Righi, allenatore di atletica leggera e ex astista italiano (n. 1947)

## Allenatori di calcio(15)
- Aldo Ammazzalorso, allenatore di calcio e ex calciatore argentino (Belén de Escobar, n. 1951)
- Aldo Anzuini, allenatore di calcio e ex calciatore italiano (Roma, n. 1947)
- Aldo Bobadilla, allenatore di calcio e ex calciatore uruguaiano (Pedro Juan Caballero, n. 1976)
- Aldo Giuseppe Borel, allenatore di calcio e calciatore italiano (Nizza, n. 1912 - Barcellona, † 1979)
- Aldo De Fazio, allenatore di calcio e calciatore italiano (Salerno, n. 1927 - Salerno, † 2009)
- Aldo Dolcetti, allenatore di calcio e ex calciatore italiano (Salò, n. 1966)
- Aldo Fagiuoli, allenatore di calcio e calciatore italiano (Custoza, n. 1898 - Padova, † 1964)
- Aldo Firicano, allenatore di calcio e ex calciatore italiano (Erice, n. 1967)
- Aldo Monza, allenatore di calcio e ex calciatore italiano (Rho, n. 1969)
- Aldo Neri, allenatore di calcio italiano (Forlimpopoli, n. 1907)
- Aldo Nicoli, allenatore di calcio e ex calciatore italiano (Bologna, n. 1953)
- Aldo Olivieri, allenatore di calcio, dirigente sportivo e calciatore italiano (San Michele Extra, n. 1910 - Camaiore, † 2001)
- Aldo Querci, allenatore di calcio e calciatore italiano (Pistoia, n. 1911 - Pistoia, † 1995)
- Aldo Raimondi, allenatore di calcio e ex calciatore italiano (Vietri sul Mare, n. 1955)
- Aldo Simoncello, allenatore di calcio e calciatore italiano (Venezia, n. 1923)

## Allenatori di football americano(1)
- Aldo Donelli, allenatore di football americano e calciatore statunitense (Morgan Township, n. 1907 - † 1994)

## Allenatori di pallacanestro(3)
- Aldo Cacioppo, allenatore di pallacanestro italiano
- Aldo Corno, allenatore di pallacanestro e ex cestista italiano (Roma, n. 1950)
- Aldo Gierardini, allenatore di pallacanestro italiano (Trieste, n. 1947)

## Ammiragli(3)
- Aldo Ascoli, ammiraglio italiano (Ancona, n. 1882 - Roma, † 1959)
- Aldo Baldini, ammiraglio italiano (Gaeta, n. 1915 - Roma, † 1999)
- Aldo Cocchia, ammiraglio italiano (Napoli, n. 1900 - Napoli, † 1968)

## Antifascisti(1)
- Aldo Buscalferri, antifascista italiano (Caldarola, n. 1900 - Caldarola, † 1944)

## Arbitri di pallacanestro(1)
- Aldo Albanesi, ex arbitro di pallacanestro italiano (Busto Arsizio, n. 1938)

## Archeologi(1)
- Aldo Neppi Modona, archeologo italiano (Firenze, n. 1895 - Firenze, † 1985)

## Architetti(8)
- Aldo Andreani, architetto e scultore italiano (Mantova, n. 1887 - Milano, † 1971)
- Aldo Aymonino, architetto italiano (Roma, n. 1953)
- Aldo Cervi, architetto italiano (Trieste, n. 1901 - Trieste, † 1972)
- Aldo Lamorte, architetto e politico uruguaiano (Montevideo, n. 1957)
- Aldo Luigi Rizzo, architetto e pittore italiano (Legnano, n. 1930 - Genova, † 2020)
- Aldo Rossi, architetto e teorico dell'architettura italiano (Milano, n. 1931 - Milano, † 1997)
- Aldo Loris Rossi, architetto italiano (Bisaccia, n. 1933 - Napoli, † 2018)
- Aldo van Eyck, architetto olandese (Driebergen-Rijsenburg, n. 1918 - Loenen, † 1999)

## Arcivescovi cattolici(2)
- Aldo Cavalli, arcivescovo cattolico italiano (Lecco, n. 1946)
- Aldo di Cillo Pagotto, arcivescovo cattolico brasiliano (San Paolo, n. 1949 - Fortaleza, † 2020)

## Armatori(1)
- Aldo Grimaldi, armatore italiano (Solofra, n. 1922 - Genova, † 2018)

## Artisti(6)
- Aldo Castelli, artista italiano (Ascoli Piceno, n. 1900 - Ascoli Piceno, † 1965)
- Aldo Crivelli, artista e archeologo svizzero (Chiasso, n. 1907 - Locarno, † 1981)
- Aldo Mondino, artista italiano (Torino, n. 1938 - Torino, † 2005)
- Aldo Spinelli, artista italiano (Milano, n. 1948)
- Aldo Spoldi, artista e scrittore italiano (Crema, n. 1950)
- Aldo Tambellini, artista italiano (Syracuse, n. 1930 - Cambridge, † 2020)

## Astronomi(1)
- Aldo Tavolaro, astronomo italiano (Bari, n. 1923 - Bari, † 2012)

## Atleti paralimpici(1)
- Aldo Manganaro, ex atleta paralimpico italiano (San Cataldo, n. 1971)

## Attori(22)
- Aldo Barberito, attore e doppiatore italiano (Roma, n. 1925 - Roma, † 1985)
- Aldo Berti, attore italiano (Firenze, n. 1936 - Rignano sull'Arno, † 2010)
- Aldo Bufi Landi, attore italiano (Napoli, n. 1923 - Napoli, † 2016)
- Aldo Canti, attore e stuntman italiano (Roma, n. 1941 - Roma, † 1990)
- Aldo De Martino, attore e cabarettista italiano (Portici, n. 1947)
- Aldo Fabrizi, attore, regista e sceneggiatore italiano (Roma, n. 1905 - Roma, † 1990)
- Aldo Fiorelli, attore italiano (Calenzano, n. 1915 - Roma, † 1983)
- Aldo Giuffré, attore e doppiatore italiano (Napoli, n. 1924 - Roma, † 2010)
- Aldo Izzo, attore e cabarettista italiano (Castellammare di Stabia, n. 1948 - Basiano, † 2006)
- Aldo Maccione, attore italiano (Torino, n. 1935)
- Aldo Massasso, attore italiano (Montegrosso d'Asti, n. 1933 - Roma, † 2013)
- Aldo Nicodemi, attore italiano (Blera, n. 1919 - Montalto di Castro, † 1963)
- Aldo Puglisi, attore italiano (Catania, n. 1935 - Catania, † 2024)
- Aldo Ralli, attore italiano (Pisa, n. 1935 - Roma, † 2016)
- Aldo Ray, attore statunitense (Pen Argyl, n. 1926 - Martinez, † 1991)
- Aldo Reggiani, attore e doppiatore italiano (Pisa, n. 1946 - Roma, † 2013)
- Aldo Rendine, attore italiano (Foggia, n. 1917 - Roma, † 1987)
- Aldo Sambrell, attore e regista spagnolo (Madrid, n. 1931 - Alicante, † 2010)
- Aldo Silvani, attore, regista e doppiatore italiano (Torino, n. 1891 - Milano, † 1964)
- Aldo Suligoj, attore italiano
- Aldo Valletti, attore italiano (Roma, n. 1930 - Roma, † 1992)
- Aldo Vasco, attore italiano

## Autori televisivi(1)
- Aldo Claudio Zappalà, autore televisivo, regista e produttore televisivo italiano (Caracas, n. 1952 - Roma, † 2022)

## Aviatori(2)
- Aldo Bellò, aviatore e militare italiano (Solagna, n. 1911 - † 1943)
- Aldo Forzinetti, aviatore e militare italiano (Milano, n. 1914 - Cielo del Mediterraneo, † 1941)

## Avvocati(8)
- Aldo Annoni, avvocato e politico italiano (Padova, n. 1831 - Ello, † 1900)
- Aldo Bonomo, avvocato italiano (Torino, n. 1929 - Sondalo, † 2005)
- Aldo Caprani, avvocato e politico italiano (Malegno, n. 1899 - Roma, † 1947)
- Aldo Casalinuovo, avvocato, giurista e politico italiano (Catanzaro, n. 1914 - Catanzaro, † 2000)
- Aldo Fascetti, avvocato e politico italiano (Pisa, n. 1901 - Pisa, † 1960)
- Aldo Ferrara, avvocato e politico italiano (Serra San Bruno, n. 1921 - Catanzaro, † 1997)
- Aldo Vecchini, avvocato, militare e politico italiano (Ancona, n. 1884 - Roma, † 1946)
- Aldo Viglione, avvocato, politico e partigiano italiano (Morozzo, n. 1923 - Moncalieri, † 1988)

## Baritoni(1)
- Aldo Protti, baritono italiano (Cremona, n. 1920 - Cremona, † 1995)

## Bassisti(1)
- Aldo Stellita, bassista, cantante e paroliere italiano (Campobello di Mazara, n. 1947 - Udine, † 1998)

## Batteristi(1)
- Aldo Romano, batterista e cantante italiano (Belluno, n. 1941)

## Canoisti(2)
- Aldo Albera, canoista italiano (Pisa, n. 1923 - Sabaudia, † 2003)
- Aldo Dezi, ex canoista italiano (Castel Gandolfo, n. 1939)

## Canottieri(1)
- Aldo Tarlao, canottiere italiano (Grado, n. 1926 - Trieste, † 2018)

## Cantanti(3)
- Aldo Donà, cantante italiano (Venezia, n. 1920 - Caracas, † 2011)
- Aldo Masseglia, cantante italiano (La Spezia, n. 1903 - Lodi, † 1978)
- Aldo Nova, cantante, chitarrista e tastierista canadese (Montréal, n. 1956)

## Cantautori(3)
- Don Backy, cantautore, attore e scrittore italiano (Santa Croce sull'Arno, n. 1939)
- Aldo Donati, cantautore, attore e personaggio televisivo italiano (Roma, n. 1947 - Roma, † 2014)
- Aldo Parente, cantautore italiano (Roma, n. 1945)

## Cestisti(7)
- Aldo Curti, ex cestista camerunese (Ebolowa, n. 1987)
- Aldo Ermano, ex cestista italiano (Tolmezzo, n. 1955)
- Aldo Giordani, cestista, allenatore di pallacanestro e giornalista italiano (Milano, n. 1924 - Milano, † 1992)
- Aldo Leschorn, ex cestista dominicano (n. 1955)
- Aldo Ossola, ex cestista italiano (Varese, n. 1945)
- Aldo Tambone, cestista italiano (Roma, n. 1914)
- Aldo Tommasini, ex cestista italiano (Novara, n. 1953)

## Chirurghi(1)
- Aldo De Maria, chirurgo italiano (Palermo, n. 1925 - Amalfi, † 1973)

## Chitarristi(2)
- Aldo Cabizza, chitarrista italiano (Codrongianos, n. 1929 - Sassari, † 2013)
- Aldo Farias, chitarrista e compositore italiano (Napoli, n. 1961)

## Ciclisti su strada(9)
- Aldo Baito, ciclista su strada italiano (Gorla Minore, n. 1920 - Vilafranca del Penedès, † 2015)
- Aldo Bettini, ciclista su strada italiano (Bologna, n. 1886 - † 1929)
- Aldo Bini, ciclista su strada italiano (Montemurlo, n. 1915 - Prato, † 1993)
- Aldo Canazza, ciclista su strada e pistard italiano (Stanghella, n. 1908 - Pianoro, † 2002)
- Aldo Donadello, ex ciclista su strada italiano (Marostica, n. 1953)
- Aldo Moser, ciclista su strada italiano (Giovo, n. 1934 - Trento, † 2020)
- Aldo Parecchini, ex ciclista su strada italiano (Nave, n. 1950)
- Aldo Pifferi, ciclista su strada italiano (Orsenigo, n. 1938 - Lipomo, † 2023)
- Aldo Ronconi, ciclista su strada italiano (Brisighella, n. 1918 - Faenza, † 2012)

## Circensi(1)
- Aldo Mezzanotte, circense e attore italiano (n. 1908 - † 1926)

## Combinatisti nordici(1)
- Aldo Pedrana, combinatista nordico italiano (Bormio, n. 1934 - † 2018)

## Compositori(7)
- Aldo Brizzi, compositore e direttore d'orchestra italiano (Alessandria, n. 1960)
- Aldo Canepa, compositore e direttore d'orchestra italiano (Sassari, n. 1892 - Milano, † 1931)
- Aldo Clementi, compositore e teorico musicale italiano (Catania, n. 1925 - Roma, † 2011)
- Aldo Finzi, compositore italiano (Milano, n. 1897 - Torino, † 1945)
- Aldo Polverari, compositore e musicista italiano (Forlì, n. 1960 - Pesaro, † 1995)
- Aldo Tamborelli, compositore, chitarrista e paroliere italiano (Roma, n. 1944)
- Aldo Valleroni, compositore, paroliere e giornalista italiano (Massarosa, n. 1920 - Firenze, † 2000)

## Conduttori radiofonici(1)
- Aldo Forbice, conduttore radiofonico e giornalista italiano (Catania, n. 1940 - Roma, † 2021)

## Conduttori televisivi(1)
- Aldo Novelli, conduttore televisivo e conduttore radiofonico italiano (Caserta, n. 1924 - Roma, † 2010)

## Costumisti(1)
- Aldo Buti, costumista e scenografo italiano (Calenzano)

## Criminali(1)
- Aldo Pomini, criminale e scrittore italiano (Barge, n. 1913 - Torino, † 1979)

## Critici letterari(2)
- Aldo Busatti, critico letterario italiano (Radicondoli, n. 1921 - Grosseto, † 2008)
- Aldo Camerino, critico letterario, traduttore e scrittore italiano (Venezia, n. 1901 - Venezia, † 1966)

## Critici televisivi(1)
- Aldo Grasso, critico televisivo italiano (Sale delle Langhe, n. 1948)

## Designer(2)
- Aldo Brovarone, designer italiano (Vigliano Biellese, n. 1926 - Torino, † 2020)
- Aldo Cibic, designer e architetto italiano (Schio, n. 1955)

## Direttori d'orchestra(1)
- Aldo Ceccato, direttore d'orchestra italiano (Milano, n. 1934)

## Direttori della fotografia(4)
- Aldo Giordani, direttore della fotografia italiano (Roma, n. 1914 - Roma, † 1982)
- Aldo Graziati, direttore della fotografia italiano (Scorzè, n. 1905 - Pianiga, † 1953)
- Aldo Scavarda, direttore della fotografia e produttore cinematografico italiano (Torino, n. 1923 - Roma, † 2000)
- Aldo Tonti, direttore della fotografia italiano (Roma, n. 1910 - Marino, † 1988)

## Direttori di coro(1)
- Aldo Policardi, direttore di coro e violinista italiano (Monfalcone, n. 1921 - Monfalcone, † 2015)

## Dirigenti d'azienda(2)
- Aldo Maria Brachetti Peretti, dirigente d'azienda e imprenditore italiano (Fermo, n. 1932)
- Aldo Cosentino, dirigente d'azienda italiano (Velletri, n. 1940)

## Dirigenti sportivi(6)
- Aldo Allievi, dirigente sportivo italiano (n. 1927 - Cantù, † 2011)
- Aldo Cantarutti, dirigente sportivo e ex calciatore italiano (Manzano, n. 1958)
- Aldo Cerantola, dirigente sportivo italiano (Loria, n. 1950)
- Aldo Maldera, dirigente sportivo e calciatore italiano (Milano, n. 1953 - Roma, † 2012)
- Aldo Sensibile, dirigente sportivo e ex calciatore italiano (Lecce, n. 1947)
- Aldo Vitale, dirigente sportivo italiano (Fiume, n. 1931 - † 2023)

## Doppiatori(1)
- Aldo Stella, doppiatore e direttore del doppiaggio italiano (Torino, n. 1955)

## Drammaturghi(2)
- Aldo De Benedetti, commediografo e sceneggiatore italiano (Roma, n. 1892 - Roma, † 1970)
- Aldo Nicolaj, drammaturgo italiano (Fossano, n. 1920 - Orbetello, † 2004)

## Ecologi(1)
- Aldo Leopold, ecologo statunitense (Burlington, n. 1887 - Baraboo, † 1948)

## Economisti(1)
- Aldo Amaduzzi, economista italiano (Taranto, n. 1904 - Roma, † 1991)

## Editori(3)
- Aldo Manuzio, editore, grammatico e umanista italiano (Bassiano - Venezia, † 1515)
- Aldo Manuzio il Giovane, editore italiano (Venezia, n. 1547 - Roma, † 1597)
- Aldo Olschki, editore italiano (Venezia, n. 1893 - Firenze, † 1963)

## Educatori(1)
- Aldo Marzot, educatore italiano (Vicenza, n. 1904 - Belluno, † 1976)

## Enigmisti(1)
- Aldo Vitali, enigmista italiano (Verona, n. 1890 - Bologna, † 1972)

## Fantini(1)
- Aldo Mantovani, fantino italiano (Siena, n. 1891 - Siena, † 1959)

## Filologi(2)
- Aldo Brancacci, filologo classico italiano (Roma, n. 1950)
- Aldo Francesco Massera, filologo, critico letterario e storico della letteratura italiano (Ancona, n. 1883 - Rimini, † 1928)

## Filosofi(4)
- Aldo Bertini, filosofo e critico d'arte italiano (La Spezia, n. 1906 - Torino, † 1977)
- Aldo Capitini, filosofo, politico e antifascista italiano (Perugia, n. 1899 - Perugia, † 1968)
- Aldo Gargani, filosofo italiano (Genova, n. 1933 - Pisa, † 2009)
- Aldo Masullo, filosofo e politico italiano (Avellino, n. 1923 - Napoli, † 2020)

## Fisici(2)
- Aldo Pontremoli, fisico italiano (Milano, n. 1896 - Mare di Barents, † 1928)
- Aldo Romano, fisico e economista italiano (San Vito dei Normanni, n. 1934 - Brindisi, † 2015)

## Fisiologi(1)
- Aldo Brancati, fisiologo e politico italiano (Spezzano della Sila, n. 1936 - Roma, † 2022)

## Fondisti(1)
- Aldo Stella, ex fondista e scialpinista italiano (Asiago, n. 1943)

## Fotografi(3)
- Aldo Ballo, fotografo italiano (Sciacca, n. 1928 - Milano, † 1994)
- Ando Gilardi, fotografo, giornalista e storico italiano (Arquata Scrivia, n. 1921 - Ponzone, † 2012)
- Aldo Victor de Sanctis, fotografo e inventore italiano (Pistoia, n. 1909 - Roma, † 1996)

## Fotoreporter(1)
- Aldo Ferrari, fotoreporter e fotografo italiano (Bologna, n. 1924 - Bologna, † 2013)

## Fumettisti(2)
- Aldo Capitanio, fumettista italiano (Camisano Vicentino, n. 1952 - Camisano Vicentino, † 2001)
- Aldo Di Gennaro, fumettista e illustratore italiano (Milano, n. 1938)

## Genealogisti(1)
- Aldo di Crollalanza, genealogista e araldista italiano (Pisa, n. 1883 - Mola di Bari)

## Generali(9)
- Aldo Aymonino, generale italiano (Napoli, n. 1880 - Roma, † 1946)
- Aldo Beolchini, generale e partigiano italiano (Parma, n. 1906 - Roma, † 1994)
- Aldo Bricco, generale e partigiano italiano (Pinerolo, n. 1913 - Pinerolo, † 2004)
- Aldo Magri, generale italiano (Rezzato, n. 1910 - Brescia, † 1996)
- Aldo Pellegrini, generale e aviatore italiano (Bologna, n. 1888 - Cartosio, † 1940)
- Aldo Remondino, generale e aviatore italiano (Cuneo, n. 1908 - Roma, † 1990)
- Aldo Rossi, generale italiano (Novara, n. 1898 - Roma, † 1990)
- Aldo C. Schellenberg, generale svizzero (Bülach, n. 1958)
- Aldo Urbani, generale italiano (Viterbo, n. 1896 - Roma, † 1973)

## Geografi(1)
- Aldo Sestini, geografo e geologo italiano (Brozzi, n. 1904 - Firenze, † 1988)

## Germanisti(1)
- Aldo Oberdorfer, germanista, saggista e antifascista italiano (Trieste, n. 1885 - Milano, † 1941)

## Giocatori di baseball(1)
- Aldo Notari, giocatore di baseball e dirigente sportivo italiano (Parma, n. 1932 - Parma, † 2006)

## Giornalisti(14)
- Aldo Bardelli, giornalista e dirigente sportivo italiano (Livorno, n. 1912 - Bologna, † 1971)
- Aldo Bello, giornalista, scrittore e poeta italiano (Galatina, n. 1937 - Roma, † 2011)
- Aldo Biscardi, giornalista, autore televisivo e conduttore televisivo italiano (Larino, n. 1930 - Roma, † 2017)
- Aldo Borelli, giornalista italiano (Monteleone di Calabria, n. 1890 - Roma, † 1965)
- Aldo Cazzullo, giornalista e scrittore italiano (Alba, n. 1966)
- Aldo De Jaco, giornalista e scrittore italiano (Maglie, n. 1923 - Roma, † 2003)
- Aldo Falivena, giornalista italiano (Salerno, n. 1928 - Roma, † 2021)
- Aldo Gorfer, giornalista e scrittore italiano (Cles, n. 1921 - Trento, † 1996)
- Aldo Pasetti, giornalista e scrittore italiano (Milano, n. 1903 - † 1975)
- Aldo Pedron, giornalista, critico musicale e conduttore radiofonico italiano (Cassano Magnago, n. 1951)
- Aldo Sofia, giornalista svizzero (n. 1948)
- Aldo Stefanile, giornalista italiano (Napoli, n. 1924 - Napoli, † 2007)
- Aldo Timossi, giornalista e scrittore italiano (Morano sul Po, n. 1946)
- Aldo Maria Valli, giornalista e saggista italiano (Rho, n. 1958)

## Giuristi(5)
- Aldo Attardi, giurista italiano (L'Aquila, n. 1926 - Padova, † 2001)
- Aldo Baldassarri, giurista italiano (Mondavio, n. 1885 - Roma, † 1973)
- Aldo Bernardini, giurista e politico italiano (Roma, n. 1935 - Roma, † 2020)
- Aldo Corasaniti, giurista italiano (San Sostene, n. 1922 - Roma, † 2011)
- Aldo Mazzini Sandulli, giurista e politico italiano (Napoli, n. 1915 - Torgiano, † 1984)

## Grammatici(1)
- Aldo Gabrielli, grammatico, linguista e lessicografo italiano (Ripatransone, n. 1898 - Arma di Taggia, † 1978)

## Hockeisti su pista(1)
- Aldo Belli, ex hockeista su pista, allenatore di hockey su pista e dirigente sportivo italiano (Milano, n. 1962)

## Illusionisti(1)
- Silvan, illusionista italiano (Venezia, n. 1937)

## Imprenditori(6)
- Aldo Davanzali, imprenditore italiano (Sirolo, n. 1923 - Loreto, † 2005)
- Aldo Gardini, imprenditore e politico italiano (Genova, n. 1888 - Genova, † 1958)
- Aldo Garzanti, imprenditore, editore e filantropo italiano (Forlì, n. 1883 - San Pellegrino Terme, † 1961)
- Aldo Gucci, imprenditore e designer italiano (Firenze, n. 1905 - Roma, † 1990)
- Aldo Mairano, imprenditore e dirigente sportivo italiano (Milano, n. 1898 - Genova, † 1991)
- Aldo Spinelli, imprenditore e dirigente sportivo italiano (Palmi, n. 1940)

## Incisori(1)
- Aldo Patocchi, incisore, giornalista e illustratore svizzero (Basilea, n. 1907 - Lugano, † 1986)

## Ingegneri(8)
- Aldo Bartocci, ingegnere italiano (Terni, n. 1909 - Terni, † 1984)
- Aldo Bibolini, ingegnere italiano (Sarzana, n. 1876 - Torino, † 1949)
- Aldo Bruschi, ingegnere italiano (Verona, n. 1896 - † 1969)
- Aldo Castelfranco, ingegnere italiano (Licata, n. 1897)
- Aldo Costa, ingegnere italiano (Parma, n. 1961)
- Aldo Favini, ingegnere italiano (Varallo Pombia, n. 1916 - Milano, † 2013)
- Aldo Netti, ingegnere e politico italiano (Narni Scalo, n. 1869 - Roma, † 1925)
- Aldo Spirito, ingegnere italiano (Napoli, n. 1929 - † 1987)

## Ispanisti(1)
- Aldo Ruffinatto, ispanista, filologo e critico letterario italiano (Piossasco, n. 1940)

## Judoka(1)
- Aldo Torti, judoka e dirigente sportivo italiano († 1966)

## Latinisti(1)
- Aldo Bruscaglioni, latinista e grecista italiano (Firenze, n. 1902 - † 1978)

## Linguisti(1)
- Aldo Duro, linguista e lessicografo italiano (Zara, n. 1916 - Roma, † 2000)

## Lottatori(1)
- Aldo Martínez, lottatore cubano (n. 1968)

## Mafiosi(2)
- Aldo Ercolano, mafioso italiano (Catania, n. 1960)
- Aldo Vuto, mafioso italiano (Taranto)

## Magistrati(2)
- Aldo Bozzi, magistrato e politico italiano (Roma, n. 1909 - Roma, † 1987)
- Aldo Carosi, magistrato italiano (Viterbo, n. 1951)

## Maratoneti(1)
- Aldo Fantoni, ex maratoneta italiano (Bergamo, n. 1960)

## Matematici(4)
- Aldo Andreotti, matematico italiano (Firenze, n. 1924 - Pisa, † 1980)
- Aldo Belleni Morante, matematico italiano (Firenze, n. 1938 - Firenze, † 2009)
- Aldo Finzi, matematico italiano (Mantova, n. 1878 - Roma, † 1934)
- Aldo Ghizzetti, matematico italiano (Torino, n. 1908 - Torino, † 1992)

## Medici(7)
- Aldo Bargero, medico italiano (Charlottenburg, n. 1924 - Milano, † 1987)
- Aldo Bertolani, medico italiano (Modena, n. 1883 - Reggio Emilia, † 1961)
- Aldo Castellani, medico e batteriologo italiano (Firenze, n. 1874 - Lisbona, † 1971)
- Aldo Franchini, medico italiano (Pozzolo Formigaro, n. 1910 - Genova, † 1987)
- Aldo Pinchera, medico italiano (Napoli, n. 1934 - Pisa, † 2012)
- Aldo Spallicci, medico, poeta e politico italiano (Santa Croce di Bertinoro, n. 1886 - Premilcuore, † 1973)
- Aldo Turchetti, medico italiano (Falconara Marittima, n. 1909 - Roma, † 1979)

## Mezzofondisti(1)
- Aldo Tomasini, ex mezzofondista italiano (n. 1952)

## Militari(26)
- Aldo Alessandri, militare italiano (Perugia, n. 1912 - Quarà, † 1941)
- Aldo Alessandrini, militare e aviatore italiano (Ascoli Piceno, n. 1907 - Ancona, † 1989)
- Aldo Beltricco, militare italiano (San Damiano Macra, n. 1892 - Monte Pasubio, † 1916)
- Aldo Bocchese, militare e aviatore italiano (Milano, n. 1894 - Firenze, † 1976)
- Aldo Bortolussi, militare italiano (Zoppola, n. 1921 - Russia, † 1943)
- Aldo Bracco, militare e aviatore italiano (Mondovì, n. 1916 - Corbera, † 1938)
- Aldo Brandolin, militare italiano (Trieste, n. 1910 - Medesso Poljo, † 1942)
- Aldo Chiarini, militare italiano (Argelato, n. 1915 - Jagodnij, † 1942)
- Aldo Del Monte, militare italiano (Montefiorito, n. 1894 - Sciogguà-Sciogguì, † 1936)
- Aldo Eluisi, militare e partigiano italiano (Venezia, n. 1898 - Roma, † 1944)
- Aldo Finzi, militare, dirigente sportivo e politico italiano (Legnago, n. 1891 - Roma, † 1944)
- Aldo Fiorini, militare italiano (Ancona, n. 1916 - Vizakulit, † 1940)
- Aldo Gasparini, militare e aviatore italiano (Mantova, n. 1915 - Lerida, † 1938)
- Aldo Gastaldi, militare e partigiano italiano (Genova, n. 1921 - Cisano di Bardolino, † 1945)
- Aldo Li Gobbi, militare e partigiano italiano (Reggio Emilia, n. 1918 - Genova, † 1944)
- Aldo Lusardi, militare italiano (Milano, n. 1905 - Hausien, † 1935)
- Aldo Pescatori, militare italiano (Bengasi, n. 1916)
- Aldo Pini, militare italiano (Roma, n. 1904 - Fiume Sagan, † 1937)
- Aldo Quarantotti, militare e aviatore italiano (Napoli, n. 1910 - Cielo di Malta, † 1942)
- Aldo Rasero, ufficiale, giornalista e scrittore italiano (La Spezia, n. 1910 - Roma, † 1988)
- Aldo Rossini, militare e politico italiano (Novara, n. 1888 - Novara, † 1977)
- Aldo Maria Scalise, militare italiano (Vercelli, n. 1919 - Rughet el Atasc, † 1942)
- Aldo Spagnolo, militare italiano (Brindisi, n. 1920 - Klisura, † 1941)
- Aldo Turinetto, militare italiano (Albenga, n. 1919 - Niksic, † 1942)
- Aldo Zanotta, militare italiano (Novi Ligure, n. 1903 - Chiarista, † 1940)
- Aldo Zucchi, militare italiano (Firenze, n. 1907 - Uascià Mariam, † 1939)

## Museologi(1)
- Aldo Audisio, museologo italiano (Torino, n. 1951)

## Musicisti(3)
- Aldo Pagani, musicista, compositore e produttore discografico italiano (Saronno, n. 1932 - Como, † 2019)
- Aldo Salvi, musicista e compositore italiano (Salerno, n. 1933 - Corbetta, † 2009)
- Aldo Tagliapietra, musicista, cantante e bassista italiano (Venezia, n. 1945)

## Notai(1)
- Aldo Scarabosio, notaio e politico italiano (Asti, n. 1940)

## Nuotatori(1)
- Aldo Eminente, nuotatore francese (Parigi, n. 1931 - Boulogne-Billancourt, † 2021)

## Organisti(1)
- Aldo Ghedin, organista italiano (Treviso, n. 1926 - Mendrisio, † 1998)

## Pallanuotisti(2)
- Aldo Baio, ex pallanuotista e allenatore di pallanuoto italiano (Bolzano, n. 1975)
- Aldo Ghira, pallanuotista, nuotatore e imprenditore italiano (Trieste, n. 1920 - Roma, † 1991)

## Partigiani(13)
- Aldo Aniasi, partigiano e politico italiano (Palmanova, n. 1921 - Milano, † 2005)
- Aldo Battagion, partigiano e rugbista a 15 italiano (Bergamo, n. 1922 - † 2007)
- Aldo Centolani, partigiano italiano (Alfonsine, n. 1922 - Alfonsine, † 1944)
- Aldo Cucchi, partigiano e politico italiano (Reggio Emilia, n. 1911 - Bologna, † 1983)
- Aldo Dall'Aglio, partigiano italiano (Reggio Emilia, n. 1919 - Coriano, † 1945)
- Aldo Damo, partigiano e politico italiano (San Donà di Piave, n. 1906 - Treviso, † 1978)
- Aldo Di Loreto, partigiano e medico italiano (Barrea, n. 1910 - Villetta Barrea, † 1943)
- Aldo Lampredi, partigiano, politico e ebanista italiano (Firenze, n. 1899 - Jesenice, † 1973)
- Aldo Negri, partigiano italiano (Albona, n. 1914 - Rovigno, † 1944)
- Aldo Sacchetti, partigiano italiano (Roma, n. 1921 - Carrara, † 2018)
- Aldo Salvetti, partigiano italiano (Mirteto di Massa, n. 1923 - Castagnola, † 1944)
- Aldo Tortorella, partigiano e politico italiano (Napoli, n. 1926 - Roma, † 2025)
- Aldo Zamorani, partigiano italiano (Brescia, n. 1925 - Passo del Jof, † 1945)

## Pedagogisti(1)
- Aldo Visalberghi, pedagogista, politico e partigiano italiano (Trieste, n. 1919 - Roma, † 2007)

## Pianisti(2)
- Aldo Ciccolini, pianista italiano (Napoli, n. 1925 - Asnières-sur-Seine, † 2015)
- Aldo Mantia, pianista e compositore italiano (Roma, n. 1903 - Roma, † 1982)

## Piloti automobilistici(4)
- Aldo Andretti, pilota automobilistico italiano (Montona, n. 1940 - Indianapolis, † 2020)
- Aldo Festante, pilota automobilistico italiano (Capua, n. 2000)
- Aldo Gordini, pilota automobilistico francese (Bologna, n. 1921 - Parigi, † 1995)
- Aldo Marazza, pilota automobilistico italiano (Milano, n. 1912 - Monza, † 1938)

## Pionieri dell'aviazione(1)
- Aldo Corazza, pioniere dell'aviazione italiano (Cavarzere, n. 1878 - Padova, † 1964)

## Pittori(22)
- Aldo Bandinelli, pittore e illustratore italiano (Roma, n. 1897 - Roma, † 1977)
- Aldo Bergonzoni, pittore e scultore italiano (Mantova, n. 1899 - Padova, † 1976)
- Aldo Borgonzoni, pittore italiano (Medicina, n. 1913 - Bologna, † 2004)
- Aldo Bressanutti, pittore italiano (Latisana, n. 1923)
- Aldo Carlan, pittore italiano (Adria, n. 1908 - Colleferro, † 2004)
- Aldo Carpi, pittore e scultore italiano (Milano, n. 1886 - Milano, † 1973)
- Aldo Cigheri, pittore, grafico e illustratore italiano (Genova, n. 1909 - Carmignano, † 1995)
- Aldo Conti, pittore italiano (Milano, n. 1890 - Milano, † 1988)
- Aldo De Vidal, pittore italiano (Lorenzago di Cadore, n. 1912 - Lorenzago di Cadore, † 2006)
- Aldo Galli, pittore e decoratore italiano (Como, n. 1906 - Lugano, † 1981)
- Aldo Gentilini, pittore e scultore italiano (Genova, n. 1911 - Volpeglino, † 1982)
- Renato Guttuso, pittore e politico italiano (Bagheria, n. 1911 - Roma, † 1987)
- Aldo Locatelli, pittore italiano (Bergamo, n. 1915 - Porto Alegre, † 1962)
- Aldo Matteotti, pittore, scultore e fotografo italiano (Milano, n. 1927 - Castagneto Carducci, † 1999)
- Aldo Mazza, pittore, pubblicitario e illustratore italiano (Milano, n. 1880 - Gavirate, † 1964)
- Aldo Neri, pittore italiano (Livorno, n. 1911 - Busto Arsizio, † 2003)
- Aldo Pancheri, pittore e incisore italiano (Trento, n. 1940)
- Aldo Raimondi, pittore italiano (Roma, n. 1902 - Milano, † 1997)
- Aldo Riguccini, pittore, scultore e designer italiano (Città di Castello, n. 1913 - Città di Castello, † 1992)
- Aldo Salvadori, pittore e illustratore italiano (Milano, n. 1905 - Bergamo, † 2002)
- Aldo Tavella, pittore italiano (Verona, n. 1909 - Verona, † 2004)
- Aldo Turchiaro, pittore e illustratore italiano (Celico, n. 1929 - Roma, † 2023)

## Poeti(7)
- Aldo Borlenghi, poeta, filologo e italianista italiano (Firenze, n. 1913 - Milano, † 1976)
- Aldo Capasso, poeta e scrittore italiano (Venezia, n. 1909 - Cairo Montenotte, † 1997)
- Aldo Cibaldi, poeta e pedagogo italiano (Cellatica, n. 1914 - Gussago, † 1995)
- Aldo Gerbino, poeta e medico italiano (Milano, n. 1947)
- Aldo Piromalli, poeta e artista italiano (Roma, n. 1946 - Amsterdam, † 2024)
- Aldo Settimio Boni, poeta e inventore italiano (Volterra, n. 1920 - Pordenone, † 1983)
- Aldo Vianello, poeta italiano (Venezia, n. 1937 - Venezia, † 2021)

## Politologi(1)
- Aldo Giannuli, politologo, storico e saggista italiano (Bari, n. 1952)

## Presbiteri(4)
- Aldo Brunacci, presbitero italiano (Assisi, n. 1914 - Assisi, † 2007)
- Aldo Caserta, presbitero e teologo italiano (Napoli, n. 1919 - Villaricca, † 2017)
- Aldo Mei, presbitero italiano (Capannori, n. 1912 - Lucca, † 1944)
- Aldo Moretti, presbitero e partigiano italiano (Tarcento, n. 1909 - Udine, † 2002)

## Psichiatri(1)
- Aldo Semerari, psichiatra e criminologo italiano (Martina Franca, n. 1923 - Ottaviano, † 1982)

## Psicoanalisti(2)
- Aldo Carotenuto, psicoanalista, filosofo e scrittore italiano (Napoli, n. 1933 - Roma, † 2005)
- Aldo Rescio, psicanalista e poeta italiano (Calimera, n. 1939 - La Spezia, † 2005)

## Pubblicitari(2)
- Aldo Biasi, pubblicitario italiano (Bari, n. 1945)
- Aldo Spagnoli, pubblicitario italiano (Perugia, n. 1906 - Perugia, † 1992)

## Pugili(3)
- Aldo Bentini, ex pugile italiano (Cisterna di Latina, n. 1948)
- Aldo Spoldi, pugile italiano (Castiglione d'Adda, n. 1912 - La Jolla, † 1997)
- Aldo Traversaro, ex pugile italiano (Chiavari, n. 1948)

## Registi(7)
- Aldo Florio, regista e sceneggiatore italiano (Sora, n. 1925 - Roma, † 2016)
- Aldo Grimaldi, regista e sceneggiatore italiano (Catania, n. 1942 - Roma, † 1990)
- Aldo Lado, regista, sceneggiatore e scrittore italiano (Fiume, n. 1934 - Roma, † 2023)
- Aldo Molinari, regista, giornalista e impresario teatrale italiano (Roma, n. 1885 - Roma, † 1959)
- Dean Parisot, regista statunitense (Wilton, n. 1952)
- Aldo Sarullo, regista, drammaturgo e sceneggiatore italiano (Palermo, n. 1947)
- Aldo Vergano, regista e sceneggiatore italiano (Roma, n. 1891 - Roma, † 1957)

## Registi teatrali(1)
- Aldo Trionfo, regista teatrale e attore teatrale italiano (Genova, n. 1921 - Genova, † 1989)

## Religiosi(1)
- Aldo Moratti, religioso italiano (Castiglione delle Stiviere, n. 1887 - Castel Goffredo, † 1951)

## Rugbisti a 15(1)
- Aldo Balducci, rugbista a 15 italiano (Roma, n. 1910)

## Saggisti(1)
- Aldo Sorani, saggista, giornalista e traduttore italiano (Roma, n. 1883 - Roma, † 1945)

## Saltatori con gli sci(1)
- Aldo Trivella, saltatore con gli sci italiano (Sankt Moritz, n. 1921 - Chiesa in Valmalenco, † 1978)

## Santi(1)
- Sant'Aldo, santo e monaco cristiano italiano

## Scacchisti(1)
- Aldo Zadrima, scacchista albanese (Tirana, n. 1948)

## Scenografi(1)
- Aldo Tomassini, scenografo italiano (Macerata, n. 1912 - Roma, † 1991)

## Schermidori(5)
- Aldo Aureggi, schermidore italiano (Roma, n. 1931 - † 2020)
- Aldo Masciotta, schermidore italiano (Casacalenda, n. 1909 - Torino, † 1996)
- Aldo Montano, ex schermidore italiano (Livorno, n. 1978)
- Aldo Montano, schermidore italiano (Livorno, n. 1910 - Livorno, † 1996)
- Aldo Nadi, schermidore italiano (Livorno, n. 1899 - Los Angeles, † 1965)

## Sciatori alpini(1)
- Aldo Zulian, ex sciatore alpino e allenatore di sci alpino italiano (n. 1935)

## Scrittori(15)
- Aldo Bizzarri, scrittore e sceneggiatore italiano (Roma, n. 1907 - Roma, † 1953)
- Aldo Braibanti, scrittore, sceneggiatore e drammaturgo italiano (Fiorenzuola d'Arda, n. 1922 - Castell'Arquato, † 2014)
- Aldo Busi, scrittore, traduttore e opinionista italiano (Montichiari, n. 1948)
- Aldo Buzzi, scrittore, sceneggiatore e regista italiano (Como, n. 1910 - Milano, † 2009)
- Aldo Cappelli, scrittore, commediografo e romanziere italiano (Forlimpopoli, n. 1940 - Forlì, † 2002)
- Aldo Crudo, scrittore e sceneggiatore italiano (Roma, n. 1915 - † 1985)
- Aldo Onorati, scrittore e poeta italiano (Albano Laziale, n. 1939)
- Aldo Palazzeschi, scrittore e poeta italiano (Firenze, n. 1885 - Roma, † 1974)
- Aldo Giovanni Ricci, scrittore, storico e pubblicista italiano (Novara, n. 1943)
- Aldo Rosselli, scrittore italiano (Firenze, n. 1934 - Roma, † 2013)
- Aldo Tagliaferri, scrittore e traduttore italiano (Milano, n. 1931)
- Aldo Tanchis, scrittore e sceneggiatore italiano (Lei, n. 1955)
- Aldo Valori, scrittore e giornalista italiano (Firenze, n. 1882 - Pisa, † 1965)
- Aldo Zargani, scrittore e superstite dell'Olocausto italiano (Torino, n. 1933 - Roma, † 2020)
- Aldo Zelli, scrittore italiano (Arezzo, n. 1918 - Piombino, † 1996)

## Scultori(5)
- Aldo Buttini, scultore italiano (Quercia di Aulla, n. 1898 - Carrara, † 1957)
- Aldo Caron, scultore italiano (Pove del Grappa, n. 1919 - Borgo Valsugana, † 2006)
- Aldo Falchi, scultore italiano (Sabbioneta, n. 1935 - Mantova, † 2020)
- Aldo Gamba, scultore italiano (Acqualagna, n. 1881)
- Aldo Londi, scultore e ceramista italiano (Montelupo Fiorentino, n. 1911 - † 2003)

## Sindacalisti(1)
- Aldo Bonaccini, sindacalista e politico italiano (Napoli, n. 1920 - Carate Brianza, † 2000)

## Sociologi(1)
- Aldo Ricci, sociologo, scrittore e pubblicista italiano (Firenze, n. 1943)

## Storici(11)
- Aldo Agosti, storico italiano (Torre Pellice, n. 1943)
- Aldo Berselli, storico italiano (Pieve di Cento, n. 1916 - Bologna, † 2006)
- Aldo Bertoluzza, storico italiano (Trento, n. 1920 - Trento, † 2007)
- Aldo Cerlini, storico e paleografo italiano (Novellara, n. 1880 - Roma, † 1961)
- Aldo Ferrabino, storico, filosofo e bibliotecario italiano (Cuneo, n. 1892 - Roma, † 1972)
- Aldo Ferrari, storico e politologo italiano (Ancona, n. 1961)
- Aldo Fraccaroli, storico, linguista e giornalista italiano (Milano, n. 1919 - Lugano, † 2010)
- Aldo Garosci, storico, politico e antifascista italiano (Meana di Susa, n. 1907 - Roma, † 2000)
- Aldo Alessandro Mola, storico italiano (Cuneo, n. 1943)
- Aldo Schiavone, storico e saggista italiano (Pomigliano d'Arco, n. 1944)
- Aldo Stella, storico italiano (Marostica, n. 1923 - Padova, † 2007)

## Storici dell'arte(1)
- Aldo Rizzi, storico dell'arte e giornalista italiano (Udine, n. 1927 - Udine, † 1996)

## Storici della filosofia(1)
- Aldo Lo Schiavo, storico della filosofia italiano (Locri, n. 1934 - Roma, † 2022)

## Storici della scienza(1)
- Aldo Mieli, storico della scienza e attivista italiano (Livorno, n. 1879 - Florida, † 1950)

## Tenori(1)
- Aldo Bertocci, tenore italiano (Torino, n. 1915 - Cassano Valcuvia, † 2004)

## Trombettisti(1)
- Aldo Bassi, trombettista e compositore italiano (Roma, n. 1962 - Latina, † 2020)

## Truccatori(1)
- Aldo Signoretti, truccatore italiano (n. 1953)

## Velocisti(1)
- Aldo Canti, velocista francese (Montmorency, n. 1961)

## Vescovi cattolici(6)
- Aldo, vescovo cattolico italiano
- Aldo Berardi, vescovo cattolico francese (Longeville-lès-Metz, n. 1963)
- Aldo Del Monte, vescovo cattolico italiano (Montù Beccaria, n. 1915 - Fara Novarese, † 2005)
- Aldo Forzoni, vescovo cattolico italiano (Montevarchi, n. 1912 - Massa, † 1991)
- Aldo Garzia, vescovo cattolico italiano (Parabita, n. 1926 - Nardò, † 1994)
- Aldo Mongiano, vescovo cattolico italiano (Pontestura, n. 1919 - Moncalvo, † 2020)

## Violinisti(1)
- Aldo Ferraresi, violinista italiano (Ferrara, n. 1902 - Sanremo, † 1978)

## Violisti(1)
- Aldo Bennici, violista italiano (Palermo, n. 1938)

## Violoncellisti(1)
- Aldo Parisot, violoncellista e docente brasiliano (Natal, n. 1918 - Guilford, † 2018)

## Senza attività specificata(8)
- Aldo Bernardini, storico del cinema e critico cinematografico italiano (Vicenza, n. 1935 - Vicenza, † 2023)
- Aldo Birchall, allenatore di rugby a 15 e ex rugbista a 15 italiano (Salford, n. 1978)
- Aldo Brancher, ex politico e ex dirigente d'azienda italiano (Trichiana, n. 1943)
- Aldo Ciorba, tecnico del suono italiano (Roma, n. 1933 - Roma, † 2011)
- Aldo Gasparri, effettista italiano
- Aldo Novarese, grafico italiano (Pontestura, n. 1920 - Torino, † 1995)
- Aldo Scardella, italiano (Cagliari, n. 1961 - Cagliari, † 1986)
- Aldo Vallone, italianista e filologo italiano (Galatina, n. 1916 - Galatina, † 2002)